# Lancer du javelot féminin aux Jeux olympiques d'été de 1956
Pour un article plus général, voir Athlétisme aux Jeux olympiques d'été de 1956.
Navigation
Helsinki 1952 Rome 1960
L'épreuve du lancer du javelot féminin aux Jeux olympiques d'été de 1956 s'est déroulée le 28 novembre 1956 au Melbourne Cricket Ground de Melbourne, en Australie. Elle est remportée par la Soviétique Inese Jaunzeme.

## Résultats

### Finale
| Rang               | Athlète            | Pays                       | Marque | Essais | Essais | Essais | Essais | Essais | Essais | Notes |
| Rang               | Athlète            | Pays                       | Marque | 1      | 2      | 3      | 4      | 5      | 6      | Notes |
| ------------------ | ------------------ | -------------------------- | ------ | ------ | ------ | ------ | ------ | ------ | ------ | ----- |
| Médaille d'or      | Inese Jaunzeme     | Union soviétique           | 53,86  | 51,63  | 46,62  | 50,46  | 53,40  | 49,08  | 53,86  | OR    |
| Médaille d'argent  | Marlene Ahrens     | Chili                      | 50,38  | 47,47  | 49,36  | 44,68  | 46,30  | 50,38  | 39,31  |       |
| Médaille de bronze | Nadezhda Konyayeva | Union soviétique           | 50,28  | 49,48  | 50,28  | 46,24  | 47,39  | 44,51  | 44,40  |       |
| 4                  | Dana Zátopková     | Tchécoslovaquie            | 49,83  | 43,52  | 49,83  | 47,07  | 47,59  | 49,81  | 41,59  |       |
| 5                  | Ingrid Almqvist    | Suède                      | 49,74  | 49,74  | 43,58  | 45,06  | 48,24  | 43,06  | 41,17  |       |
| 6                  | Urszula Figwer     | Pologne                    | 48,16  | 44,28  | 48,16  | 42,54  | 42,81  | 43,02  | 45,64  |       |
| 7                  | Erzsébet Vígh      | Hongrie                    | 48,07  | 46,69  | 48,07  | 47,38  |        |        |        |       |
| 8                  | Karen Anderson     | États-Unis                 | 48,00  | 47,28  | 48,00  | 41,76  |        |        |        |       |
| 9                  | Anna Wojtaszek     | Pologne                    | 46,92  | 46,92  | 46,27  | 45,36  |        |        |        |       |
| 10                 | Erika Raue         | Allemagne                  | 45,87  | 43,27  | X      | 45,87  |        |        |        |       |
| 11                 | Marjorie Larney    | États-Unis                 | 45,27  | 41,44  | 45,27  | 42,09  |        |        |        |       |
| 12                 | Yoriko Shida       | Japon                      | 44,96  | 44,96  | 43,34  | 37,20  |        |        |        |       |
| 13                 | Almut Brömmel      | Équipe unifiée d’Allemagne | 44,67  | 40,72  | 42,37  | 44,67  |        |        |        |       |
| 14                 | Amelia Wershoven   | États-Unis                 | 44,29  | 44,29  | 40,45  | 32,59  |        |        |        |       |